# Franklin, Alabama
Franklin là một thị trấn thuộc quận Monroe, tiểu bang Alabama, Hoa Kỳ. Dân số năm 2009 là 142 người, mật độ đạt 12 người/km².